# Аръндел (замък)
Арънделският замък, или Замък на Аръндел, понякога (неправилно) само Аръндел, е реставриран средновековен замък в град Аръндел, графство Западен Съсекс, Англия.
Построен е от Роджър Монтгомъри през 1067 г. Роджър става първият граф на Аръндел, провъзгласен от Уилям Завоевателя. Замъкът пострадва през Английската революция и е възстановен през 18 и 19 век. От 11 век насам замъкът е наследствен дом на херцозите на Норфолк. Днес замъкът е със статут на недвижимо културно наследство на Великобритания.

## Построяване
Работата по замъка започва през 1067 г. при управлението на Уилям Завоевателя като част от отбранителна крепост, служеща за защита от френско нападение. Първоначалната структура е от типа „мот и бейли“ (укрепление на изкуствено създаден хълм, заобиколен с палисада и ров). Роджър Монтгомъри получава правото да бъде първият граф на Арундел. Кралят му дава имението като част от голям брой имоти. Роджър е братовчед на Уилям и остава в Нормандия (тогава в английско владение), за да я пази, докато кралят се връща в Англия. Той бива награден за своята лоялност с обширни земи в Уелс, както и из цялата страна. Получава и 1/5 от Западен Съсекс (останала в историята като „Трофеят на Арундел“).
След смъртта на Монтгомъри замъкът става отново собственост на Короната. Последната воля на краля Хенри I е да завещае замъка и прилежащите към него земи на втората си жена Аделаида Лувенска. След смъртта на Хенри тя се жени за Уилям д’Албини (първия граф от семейство Албини от Сан-Мартин-Албини в Нормандия). Уилям построява на каменна облицовка около замъка, която подобрява защитата му.

## Средновековие
От 1138 г. замъкът и графството остават във владение на семейство Аръндел почти непрекъснато, освен когато за кратко са се връщали в ръцете на Короната или са давани на други благородници.
Откакто семейство Албини получава замъка, той е подобряван и реконструиран, за да покрие изискванията на аристокрацията по онова време.
През 1139 г. императрица Матилда отсяда в замъка, откъдето отправя претенциите си за английския трон пред крал Стивън. Апартаментите, построени специално за нейния престой, са запазени.
През 1176 г. Уилиям д’Албини умира и замъкът е върнат на Короната. Хенри II изразходва огромни финансови средства, за да преструктурира сградата основно за жилищни нужди. Когато Хенри умира, замъкът става собственост на Ричард Лъвското сърце, който го предоставя на семейство д’Албини, чийто глава е Уилиям III, граф на Съсекс. Последният мъжки наследник на титлата е Хю Албини, който умира в ранна възраст през 1243 г. Когато сестра му се омъжва за Джон Фитцалън от Клън, замъкът и графството преминават в ръцете на съпруга ѝ. Семейство Фитцалън остават собственици на замъка до 1580 г.
След смъртта на Джон Фитцалън (7-и граф на Съсекс) през 1272 г. замъкът и графството се падат на неговия петгодишен син Ричард. След 13 години крал Едуард I дава правото на Ричард да организира 2 годишни панаира, както и правото да събира данъци. Тези права дават възможност на Ричард да набере достатъчно средства за реновирането на замъка, който по онова време вече е занемарен. Ричард Фитцалън построява кула и ремонтира входа на цитаделата. След смъртта на Ричард неговият син Едмунд е екзекутиран заради участието си в бунта срещу Едуард II.
Впоследствие преминава в ръцете на шестия син на Едуард I, който също е екзекутиран. 4 години по-късно замъкът и титлите се връщат при фамилия Фитцалън. Десетият граф, Ричард, участва в битката при Креси на страната на Едуард III и Едуард Черния принц. Посмъртно по негова воля е построен Фитцалъновият параклис.
11-ият граф Ричард е третиран несправедливо от Ричард II. На погребението на кралица Ана графът е бит, че е закъснял, а след това поискал да си тръгне по-рано. Ричард II в крайна сметка се уморява от предателствата му и го екзекутира, след което конфискува имотите и имуществото му. Замъкът е даден на Джон Холанд, първи херцог на Ексетър, но след като и той е екзекутиран от Хенри IV, е върнат във владение на семейство Фитцалън. Следващият граф, Томас, се жени за дъщерята на португалския крал Жуау I. Предполага се, че двамата са първите погребани в Параклиса Фитцалън, построен от Ричард, 10-ия граф.
Линията на Фитцалън се губи, когато Мери Фитцалън, дъщеря на 19-ия граф, се жени за Томас Хауърд, Четвърти херцог на Норфолк.
Короната отново си взима замъка, след като Томас Хауърд е екзекутиран за конспирация при опита му да се ожени за Мария Стюарт. По-късно замъкът с титлата е върнат на наследниците на Томас Хауърд, които стават и графове на Аръндел.

## Реставрация, 1787 г.
Въпреки че замъкът остава в ръцете на семейство Хауърд като наследство през вековете, той не е предпочитана резиденция. Херцозите на Норфолк влагат време и енергия в подобряването на други имения и резиденции като Дома Норфолк в Лондон и Уърксоп.
Чарлс Хауърд, единадесети херцог на Норфолк, е запомнен като човекът, реставрирал и модернизирал замъка. Ремонтът започва през 1787 г. и продължава доста години, тъй като Хауърд иска да го направи резиденция и място за посрещане на гости. Много от нещата, които той е подобрил, са се променили с времето, но библиотеката на замъка е точно такава, каквато той е създал. Дървената кула, издигаща се на хълма над езерото Суонбърн, е дело на архитекта Франсис Хиърн, който трябвало да покаже качествата си на херцога на Норфолк. Там благородникът малко преди смъртта си организира голямо тържество по случай 600-годишнината от подписването на Магна харта.

## Кралска визита, 1846 г.
През 1846 г. кралица Виктория и нейният съпруг принц Алберт посещават Замъка на Аръндел и отсядат за няколко дни. Хенри Чарлс Хауърд, 13-и херцог на Норфолк, ремоделира замъка за тяхното посещение. Той преправя някои от допълненията на 11-ия херцог, тъй като доста посетители са се оплаквали, че мястото е тъмно, мрачно и неприветливо. Специално за кралицата и принца се строи нова сграда с апартаменти, в които има портрет на кралицата, както и мебели във викториански стил. Херцогът не щади средства за посрещането на кралското семейство и това му носи успех.
Кралицата е посрещната на 1 декември от тогавашния херцог и кмет на Аръндел, Едуард Хауърд Хауърд-Гиббън, и други важни особи от града, след това е настанена в личния си апартамент в замъка. По време на посещението си тя разглежда обновените части на замъка, както и места в околността, като къщата Петуърт. Почти всички части на имението, които кралицата посещава, са реновирани и украсени така, че да покрият кралските стандарти. В края на визитата си тя пише писмо до херцога, в което споделя, че прекарването ѝ е било добро, че е впечатлена от красотата на замъка и като цяло от посрещането ѝ. Стаите, в които Виктория е отседнала, сега са част от личната собственост на кралското семейство. Мебелите, направени специално за кралицата, са изложени на показ като сред тях са леглото ѝ, книгата за гости, в която е писала, нейният кралски подпис и дори тоалетната ѝ.

## Промени от 1850 г. до днес
Скоро след кралската визита 14-ият херцог започва нови реконструкции. Умира преди да ги довърши, но работата му е приключена от 15-ия херцог през 1900 г. Промени са направени по двора. Тъмните викториански градини се превръщат в светли и цветни. Проблемът с тъмнината в замъка е решен чрез смяната на прозорците. Цитаделата се реконструира по-късно, но оригиналната е запазена заради възрастта и красотата ѝ.
16-ият херцог планира да даде замъка на Националния тръст за обекти с историческа и природна стойност, но след смъртта му през 1975 г. 17-ият херцог прекратява инициативата. Той създава независима благотворителна организация, за да гарантира икономическата жизнеспособност на имението. Днес замъкът остава основно седалище на херцозите на Норфолк начело с 18-ия херцог, който също е и граф-маршал на Англия. Голяма част от замъка и прилежащите му площи са публично достъпни. Херцогът на Норфолк не притежава и не управлява тръста, чиято собственост е Арънделският замък.

## Важни събития
- Сватба на бъдещия Хенри IV Английски и Мери де Боун (1380)
- Визита на кралица Виктория и принц Алберт (1846)
- Използван като Уиндзорския замък в серията на „Доктор Ху – Сребърно възмездие“ (1988); „Лудостта на крал Джордж“ (1994), „Виктория и Алберт“ (телевизионен сериал, 2001 г.) и „Младата Виктория“ (2008)
- Използван като замъка Каркрофт в телевизионния филм „Макгайвър – петъка за страшния съд“
- Отварянето на графската колекторска градина от на 14 май 2008 г. от принц Чарлс

|  | Тази страница частично или изцяло представлява превод на страницата Arundel_Castle в Уикипедия на английски. Оригиналният текст, както и този превод, са защитени от Лиценза „Криейтив Комънс – Признание – Споделяне на споделеното“, а за съдържание, създадено преди юни 2009 година – от Лиценза за свободна документация на ГНУ. Прегледайте историята на редакциите на оригиналната страница, както и на преводната страница, за да видите списъка на съавторите. ВАЖНО: Този шаблон се отнася единствено до авторските права върху съдържанието на статията. Добавянето му не отменя изискването да се посочват конкретни източници на твърденията, които да бъдат благонадеждни. |